# Jalalpur
Jalalpur is een stad en gemeente in het district Ambedkar Nagar van de Indiase staat Uttar Pradesh. 

## Demografie
Volgens de Indiase volkstelling van 2001 wonen er 29.634 mensen in Jalalpur, waarvan 51% mannelijk en 49% vrouwelijk is. De plaats heeft een alfabetiseringsgraad van 69%. 